# Elaphoglossum cinnamomeum
Elaphoglossum cinnamomeum är en träjonväxtart som först beskrevs av Bak., och fick sitt nu gällande namn av Friedrich Ludwig Diels. Elaphoglossum cinnamomeum ingår i släktet Elaphoglossum och familjen Dryopteridaceae. Inga underarter finns listade.